# SS 433
El sistema binario de rayos X SS 433 está ubicado en la constelación Aquila. Consiste en una estrella de 20 masas solares y un cuerpo denso —un agujero negro o una estrella de neutrones— que atrae materia de su compañera, formando un disco de materia caliente. El sistema es un Microcuásar que se originó a partir de una supernova. Se encuentra a 17 000 años luz de distancia de la Tierra y tiene un periodo orbital de 13 días. Es visible como una estrella variable de magnitud 14. Se destaca por los chorros gemelos de materia expulsados del disco de acreción, visibles en una amplia porción del espectro electromagnético.